# Itaosy
Itaosy is een plaats en commune in het centrum van Madagaskar, behorend tot het district Antananarivo-Atsimondrano, dat gelegen is in de regio Analamanga. Tijdens een volkstelling in 2001 telde de plaats 26.617 inwoners.